# 阿拉贡 (萨拉戈萨省)
阿拉贡，是西班牙阿拉贡自治区萨拉戈萨省的一个市镇。 总面积24平方公里，总人口5620人（2001年），人口密度234人/平方公里。